# Verstening (bouwkunde)
Onder verstening in de bouwhistorie wordt verstaan dat brandbare bouwmaterialen, zoals hout, riet en stro, van bouwwerken, zoals huizen, werden vervangen door baksteen of natuursteen. Met name vanaf de late middeleeuwen gebeurde dit in onder andere Nederlandse steden om de kans op stadsbranden terug te dringen. In veel steden gold vanaf de zestiende of zeventiende eeuw een verbod op houtskeletbouw. Bovendien vond verstening plaats doordat toegenomen welvaart eigenaren in staat stelden hun huizen met steen te bouwen. Het vervangen van de houten materialen in bruggen en dergelijke door een constructie van steen wordt ook wel verstening genoemd.
In ruimtelijke ordening wordt de term gebruikt bij het verdwijnen van groen in reeds bebouwd gebied en de toenemende bebouwing van natuur en landschap.

## Trivia
Het spreekwoord "Onder de pannen zijn" - veilig zijn - heeft rechtstreeks met deze verstening te maken, namelijk wanneer een rieten dak werd vervangen door een dak bedekt met pannen.